# August Prosenik
August Prosenik, auch Augustin Prosinek, (* 26. August 1916 in Obrežje, Krain, Österreich-Ungarn; † 22. Juli 1975 in Zagreb, Jugoslawien) war ein jugoslawischer Radrennfahrer. Er startete für die Nationalmannschaften des Königreichs Österreich-Ungarn und der Föderativen Volksrepublik Jugoslawien und nahm zweimal an Olympischen Sommerspielen teil.

## Karriere
Prosenik war im Straßenradsport aktiv. Der gelernte Mechaniker startete in seiner Karriere für die Klubs Sokol, Građanski und Dinamo Zagreb. Sein größter Erfolg war der 12. Platz im olympischen Straßenrennen der Olympischen Sommerspiele 1936. In der Mannschaftswertung konnte sein Team sich nicht unter den ersten fünf Mannschaften platzieren. Außerdem gewann er achtmal die jugoslawische Meisterschaft und weitere Rennen. 1946 und 1947 gewann er die Balkan-Meisterschaft im Straßenrennen.
Nach dem Zweiten Weltkrieg, an dem er als Partisan teilnahm, setzte er seine Karriere fort. Neben den Siegen bei regionalen Rennen machte ihn auch der Gewinn der Internationalen Friedensfahrt 1948 bekannt. Zur Friedensfahrt kehrte er noch einmal 1956 als Trainer der jugoslawischen Mannschaft zurück.  Während seiner Teilnahme 1948 führte er Tagebuch über das Rennen und hielt u. a. fest, dass alle Fahrer eine tägliche Ration Fleisch von 100 Gramm erhielten und die jugoslawischen Fahrer am Abend nach den Etappen noch lange mit dem Flicken ihrer Reifen beschäftigt waren. Bei den Olympischen Sommerspielen 1948 startete Prosenik wieder im Einzelrennen, er erreichte das Ziel nicht. Jugoslawien kam nicht in die Mannschaftswertung.

## Palmarès
| Jahr | Erfolg                         | Rennen                                      |
| ---- | ------------------------------ | ------------------------------------------- |
| 1936 | 12.                            | Olympische Spiele Berlin/100 km im Einzel   |
| 1936 | Platzierung nicht festgestellt | Olympische Spiele Berlin/100 km im Team     |
| 1936 | Sieger                         | Jugoslawische Meisterschaft                 |
| 1937 | Sieger                         | Jugoslawische Meisterschaft                 |
| 1937 | Sieger                         | Rennen Belgrad–Sofia                        |
| 1938 | Sieger                         | Rennen Sofia–Belgrad                        |
| 1939 | 2.                             | Jugoslawische Meisterschaft                 |
| 1939 | Sieger                         | Serbien-Rundfahrt                           |
| 1940 | Sieger                         | Jugoslawische Meisterschaft                 |
| 1946 | Sieger                         | Rumänien-Rundfahrt                          |
| 1947 | Sieger                         | Rennen Belgrad–Budapest                     |
| 1948 | 3.                             | 1. Etappe Friedensfahrt                     |
| 1948 | Sieger                         | 2. Etappe Friedensfahrt                     |
| 1948 | 3.                             | 3. Etappe Friedensfahrt                     |
| 1948 | Sieger                         | Gesamtwertung Friedensfahrt                 |
| 1948 | ausgeschieden                  | Olympische Spiele London/194,6 km im Einzel |
| 1948 | ausgeschieden                  | Olympische Spiele London/194,6 km im Team   |